# Edoardo Agnelli (1892–1935)
Edoardo Agnelli, född 2 januari 1892 i Verona, död 14 juli 1935 i Genua, var en italiensk industrialist.
Edoardo Agnelli var son till Giovanni Agnelli, grundare av Fiat. Han gifte sig med Virginia Bourbon del Monte (1899–1945). Agnelli blev far till bland andra Giovanni Agnelli, Umberto Agnelli och Susanna Agnelli. Han var president för Juventus 1923–1935 och vice ordförande för Fiat.